# Geografia de Goiana

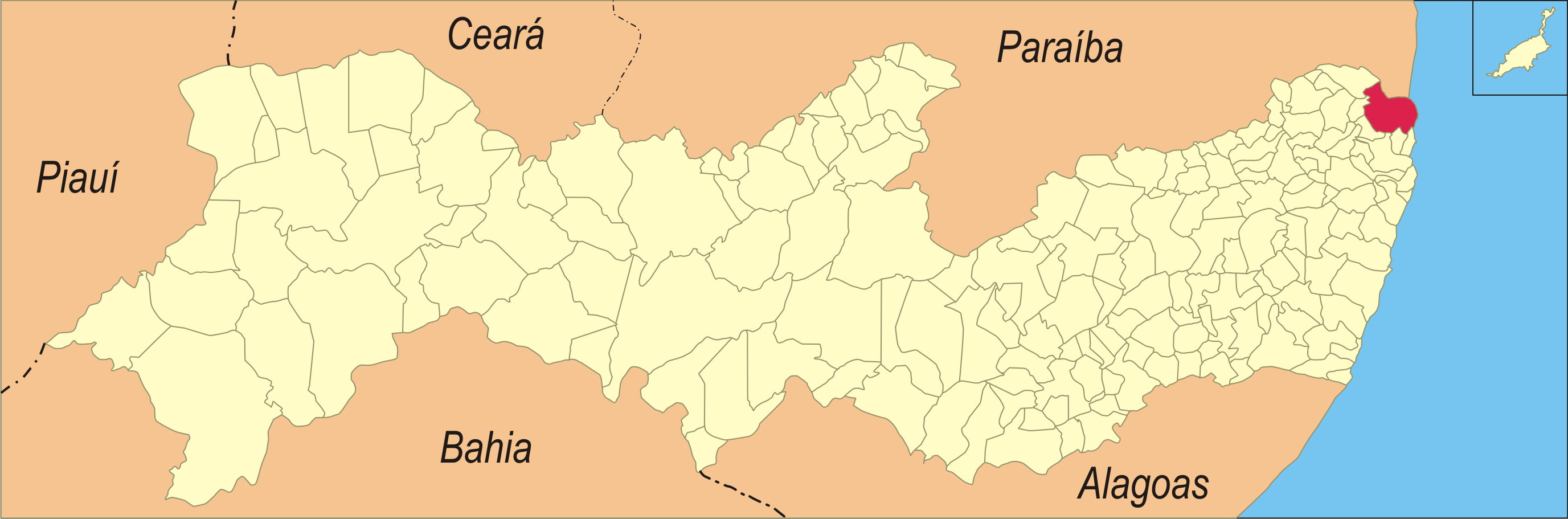
Localização do município no estado de Pernanbuco

Goiana é um município brasileiro do estado de Pernambuco, situado na região Nordeste do Brasil. Sua população estimada em 2009 era de 74.424 habitantes, possuindo assim a segunda maior população da Zona da Mata, a maior de sua microrregião (Zona da Mata Norte) e a 19ª do seu estado. Goiana localiza-se no nordeste do estado, a treze metros de altitude, fazendo divisa com o estado da Paraíba, estando a 62 km de Recife (capital do estado), a 51 km de João Pessoa (capital do estado vizinho) e a 2.187 km de Brasília (capital federal).

## Áreas de influência
A região do município de Goiana é uma das mais populosas do Nordeste, num raio de 100 km da sede do município podem ser encontradas mais de 6 milhões de pessoas entre os estados de Pernambuco e Paraíba, encontrando-se também, dois aeroportos internacionais (Guararapes e Castro Pinto) e três portos (Recife, Cabedelo e Suape), a cidade é um ponto estratégico importante entre Recife e João Pessoa, além de não ficar longe de outros centros de zona como Timbaúba, Carpina e Caruaru.
Os municípios limítrofes de Goiana são Itaquitinga, Igarassu, Itapissuma, Itamaracá, Itambé, Condado, Caaporã, Pitimbu, e Pedras de Fogo. Estes municípios estão todos integrados com Goiana, principalmente os municípios de Condado, Caaporã e Pitimbu, tanto pelos empregos como também pelo comércio e pelo turismo. No ano de 2007 o município de Goiana foi classificado pelo Instituto Brasileiro de Geografia e Estatística como um Centro de Zona A, pela sua influência sobre as cidades vizinhas.

### Relevo
O município de Goiana está localizada no extremo nordeste do estado de Pernambuco, e se desenvolveu em uma planície litorânea ou aluvional (fluviomarinha), constituída por ilhas, penínsulas, alagados, manguezais e pequenas montanhas e dunas, que possuem altitudes abaixo dos 80 metros de altura. Por estes motivos os município apresenta algumas grandes planícies como por exemplo na sua sede e na praia de Catuama.
O grande número de rios do município tem sua foz principal no oceano Atlântico, já que o leste municipal é totalmente banhado por este oceano, e possuindo também diversos terrenos pantanosos e manguezais. Seu litoral possui 18 km de extensão, apresentando-se como destaque suas seis praias e a ilha de Itapessoca, suas praias possuem alguns arrecifes e, na maioria dos seus trechos são retas. São incomuns em Goiana os grandes abalos sísmicos ou terremotos. E também não existe atividade vulcânica expressiva, nem no município de Goiana nem nos municípios circunvizinhos. Goiana fica inserida em regiões de tabuleiros e baixadas costeiras.

### Hidrografia

#### Águas superficiais
O município de Goiana encontra-se inserido nos domínios da Bacia Hidrográfica do Rio Goiana. Seus principais tributários são os rios Goiana, Capibaribe-Mirim, Tracunhaém, Megaó, Barrado Goiana, da Guabiraba, Itapessoca, Itapirema, Corope e Arataca e os riachos Cupissura, Milagre, da Pitanga, Farias, João Marinho, Água do Bicho, da Ponta Branca, Ibeapecu e do Boi. Os principais açudes são: Jacaré, Zombeiro, da Mata, Santa Tereza, da Prata e a Lagoa de Catuama. Todos os cursos d’água no município têm regime de escoamento perene e o padrão de drenagem é o dendrítico.

#### Águas subterrâneas
O município está inserido no Domínio Hidrogeológico Intersticial e no Domínio Hidrogeológico Fissural. O Domínio Hidrogeológico Intersticial é composto de rochas sedimentares da Formação Beberibe, Grupo Barreiras, Depósitos Aluvionares, Depósitos Flúvio-lagunares, e dos Depósitos Flúvio-marinos. O Domínio Hidrogeológico Fissural é formado por rochas do embasamento cristalino que engloba o subdomínio de rochas metamórficas, constituído do Complexo Vertentes e do Complexo Belém do São Francisco.
O abastecimento de água é feito por trinta poços que retiram águas dos recursos superficiais e subterrâneos do município, sendo dezenove públicos e onze particulares. Abastecendo a imensa maioria de sua população.

### Clima
O clima de Goiana é considerado tropical atlântico (Aw), segundo o modelo de Köppen, e a média anual das temperaturas é de 24,6 °C. Por se tratar de uma cidade litorânea, o efeito da maritimidade é bastante perceptível, traduzindo-se em amplitudes térmicas relativamente baixas. A média anual das temperaturas médias máximas mensais é 26,51 °C, e das médias mínimas mensais, 20,35 °C.[carece de fontes?] Já as médias anuais das temperaturas máximas e mínimas absolutas aferidas em cada mês ficam, respectivamente, em 31,1 °C e 18,8 °C.[carece de fontes?] Julho é o mês mais frio, com médias máxima e mínima de 26,2 °C e 18,9 °C, e janeiro, o mais quente (31,1 °C e 20,8 °C).[carece de fontes?]
O volume pluviométrico acumulado anual é de 2.002 mm.[carece de fontes?] A precipitação média anual é de 166,83 mm, concentrados principalmente no inverno. A mudança do clima dependendo da estação do ano não é demasiada, a temperatura varia sempre entre 18° e 30°C, com raras exceções, a principal diferença entre elas é que no inverno chove mais do que no verão. A umidade relativa do ar denota índices baixos durante todo o ano.[carece de fontes?] Devido a pouca concentração de edifícios, não é comum o surgimento de ilhas de calor, por isso os termômetros permanecem abaixo da marca dos 40 °C, mesmo nos meses mais quentes do ano.
| Dados climatológicos para Goiana (1991-2020)       | Dados climatológicos para Goiana (1991-2020) | Dados climatológicos para Goiana (1991-2020) | Dados climatológicos para Goiana (1991-2020) | Dados climatológicos para Goiana (1991-2020) | Dados climatológicos para Goiana (1991-2020) | Dados climatológicos para Goiana (1991-2020) | Dados climatológicos para Goiana (1991-2020) | Dados climatológicos para Goiana (1991-2020) | Dados climatológicos para Goiana (1991-2020) | Dados climatológicos para Goiana (1991-2020) | Dados climatológicos para Goiana (1991-2020) | Dados climatológicos para Goiana (1991-2020) | Dados climatológicos para Goiana (1991-2020) |
| Mês                                                | Jan                                          | Fev                                          | Mar                                          | Abr                                          | Mai                                          | Jun                                          | Jul                                          | Ago                                          | Set                                          | Out                                          | Nov                                          | Dez                                          | Ano                                          |
| -------------------------------------------------- | -------------------------------------------- | -------------------------------------------- | -------------------------------------------- | -------------------------------------------- | -------------------------------------------- | -------------------------------------------- | -------------------------------------------- | -------------------------------------------- | -------------------------------------------- | -------------------------------------------- | -------------------------------------------- | -------------------------------------------- | -------------------------------------------- |
| Temperatura máxima média (°C)                      | 31,2                                         | 31,5                                         | 31,5                                         | 30,9                                         | 30,2                                         | 29,1                                         | 28,6                                         | 28,6                                         | 29,2                                         | 29,9                                         | 30,4                                         | 30,9                                         | 30,2                                         |
| Temperatura média compensada (°C)                  | 26,4                                         | 26,7                                         | 26,6                                         | 26,3                                         | 25,5                                         | 24,5                                         | 23,9                                         | 24                                           | 24,5                                         | 25,4                                         | 25,9                                         | 26,2                                         | 25,5                                         |
| Temperatura mínima média (°C)                      | 22,7                                         | 23                                           | 23,2                                         | 23,2                                         | 22,7                                         | 22                                           | 21,5                                         | 21                                           | 21,2                                         | 21,8                                         | 22,2                                         | 22,7                                         | 22,3                                         |
| Precipitação (mm)                                  | 96,6                                         | 118,1                                        | 162,8                                        | 217,2                                        | 254,9                                        | 311,3                                        | 246,4                                        | 149,4                                        | 80                                           | 41,4                                         | 34,9                                         | 58,5                                         | 1 771,5                                      |
| Dias com precipitação (≥ 1 mm)                     | 10                                           | 10                                           | 14                                           | 15                                           | 17                                           | 20                                           | 21                                           | 16                                           | 11                                           | 8                                            | 6                                            | 7                                            | 155                                          |
| Fonte: Atlas Climatológico do Estado de Pernambuco |                                              |                                              |                                              |                                              |                                              |                                              |                                              |                                              |                                              |                                              |                                              |                                              |                                              |

### Meio ambiente
Como Goiana fica localizada no país de maior biodiversidade do planeta. É fácil encontrar diversas aves, peixes, crustáceos e insetos, que dificilmente se encontra em outro país do mundo, já que uma entre cada cinco espécies encontram-se no Brasil. Goiana se encontra em domínios de Mata Atlântica e de manguezais, mas devido a exploração nos períodos colonial e imperial e, atualmente no crescimento da cidade, sobraram poucas áreas de sua vegetação nativa. São encontrados ainda manguezais nas cercanias dos rios Goiana, Capibaribe-Mirim e Tracunhaém e Mata Atlântica em zonas de preservação das Usinas Maravilha e Santa Tereza, também da reserva particular da praia de Tabatinga, que pertence a U. Santa Tereza e ao norte do distrito de Tejucopapo, na Mata de Megaó. A mata da Usina é considerada pela CPRH uma mata em bom estado de conservação, já as matas de Megaó e de Massaranduba, são consideradas em estado regular de conservação pela mesma instituição.
Das espécies de plantas encontradas no município de Goiana, há uma que é originalmente dele: a Capiúba (Tapirira guianensis) teve seu nome científico posto em homenagem ao município. As espécies de plantas mais comuns na região são a Capiúba (Tapirira guianensis), Cabotâ-de-leite (Thyrsodium schomburkianum), Sucupira-branca (Bowdichia vigiloides) e Loureiros (Ocotea spp) e os animais da fauna local são o Anu-preto (Crotophaga ani), Anu-branco (Guira guira), Bem-te-vi (Pitangus Sulphuratus), Urubu, (Coragyps atratus) e outros como tatu, preguiça, pardal, preá e iguana.
Ficam localizados no município estuários e manguezais do Rio Goiana e Megaó, do Rio Itapessoca e do Canal de Santa Cruz, sendo possível encontrar diversas espécies de crustáceos e moluscos, as mais comuns delas são o Siri (Callicnetes spp), Guaiamu (Cardisoma guanhumi), Tainha (Mugil Curema), Caranguejo-ucá (Ucides Cordatus), Ostra (Cassostrea rizophorae) e o Marisco-pedra (Anomalocardia braziliana).
Monopolizadora na ocupação do solo, a cana-de-açúcar, em sua expansão, tem motivado a destruição de grande parte da cobertura florestal das várzeas e das encostas com altas declividades, apesar das restrições dessa última categoria de área ao uso agrícola, especialmente a culturas temporárias. Em consequência, a cobertura florestal, no espaço canavieiro de Goiana, restringe-se a alguns vales nas porções central e oriental do município, onde os remanescentes da Mata Atlântica apresentam-se, em sua maior parte, degradados ou substituídos por bambu (Bambusa vulgaris) e outras plantações. No ano de 2000, 53,6% do solo goianense, era ocupado por plantações de cana-de-açúcar.